# Negrușa
Negrușa – wieś w Rumunii, w okręgu Mehedinți, w gminie Cireșu. W 2011 roku liczyła 139 mieszkańców.